# Metilia brunnerii
Metilia brunnerii là một loài bọ ngựa thuộc họ Acanthopidae.